# Чаттерджи, Мохини Мохун
Мохини Мохун Чаттерджи (англ. Mohini Mohun Chatterji; 1858 — 1936) — индийский теософ, юрист, переводчик, родственник индуистского реформатора Раджи Рам Мохан Роя.

## Биография
Мохини Чаттерджи родился в 1858 году в бенгальской брахманской семье. Учился в Калькуттском университете и был удостоен степени бакалавра права и магистра искусств.

### Теософская карьера
Мохини стал членом Бенгальского отделения Теософского общества 14 апреля 1882 года. В тот же день был избран помощником секретаря этого отделения. Работал личным секретарём Генри Олкотта и сопровождал его и Елену Блаватскую в их европейском турне в 1884 году. В 1885 году посетил Ирландию, где помог основать ирландскую секцию Теософского общества. Он произвёл такое впечатление на ирландских поэтов Йейтса и Расселла, что через несколько лет Йейтс написал стихотворение под названием «Мохини Чаттерджи».
В 1887 году из-за разногласий с руководителями Мохини вышел из Общества и вернулся в Калькутту, где возобновил юридическую практику. В 1896 году вместе с Джорджем Мидом переводил с санскрита Упанишады.